# IC 2848
IC 2848 је галаксија у сазвјежђу Лав која се налази на листи објеката дубоког неба у Индекс каталогу.
Деклинација објекта је + 13° 1' 51" а ректасцензија 11h 28m 13,6s. Привидна величина (магнитуда) објекта IC 2848 износи 17,4 а фотографска магнитуда 18,0.